# Пироп
Пироп е минерал от групата на гранатите. Пиропът е единственият член на семейството на гранатите, който винаги показва червено оцветяване в естествени проби и именно от тази характеристика получава името си: от гръцките думи за „огън“ и „око“. Въпреки че е по-рядко срещан от повечето гранати, той е широко използван скъпоценен камък. 
Съставът на чистия пироп е Mg3Al2(SiO4)3, въпреки че обикновено други елементи присъстват поне в малки пропорции — тези други елементи включват калции, хром, желязо и манган. Пиропът образува серия от твърди разтвори с алмандин и спесартин, които са известни като пиралспитови гранати (пироп, алмандин, спесартин). Желязото и манганът заместват магнезия в структурата на пиропа. Получените гранати със смесен състав се определят според съотношението им пироп – алмандин. Полускъпоценният камък родолит е гранат с ~70% състав на пироп.
Произходът на повечето пиропи е в ултраосновни скали, обикновено перидотит от мантията на Земята: тези перидотити, получени от мантията, могат да бъдат приписани както на магмени, така и на метаморфни процеси. Пиропът също се среща в метаморфни скали с ултрависоко налягане (UHP), като в масива Дора-Майра в западните Алпи. В този масив почти чистият пироп се среща в кристали до близо 12 см в диаметър; някои от тези пиропи имат съдържание на коезит, а други съдържат енстатит и сапфирин.
Пиропът е често срещан в перидотитови ксенолити от кимбърлитови тръби, някои от които съдържат диаманти. Пироп, открит близо до диаманти, обикновено има съдържание на Cr2O3 от 3 – 8%, което придава отличително виолетово до наситено лилаво оцветяване (често със зеленикав оттенък) и поради това често се използва като минерал-индикатор за кимбърлит в райони, където ерозионната активност затруднява установяването на произхода на жилата. Тези разновидности са известни като хром-пиропи или гранати G9/G10.

## Идентификация на минерали
В дребни екземпляри пиропът е много труден за разграничаване от алмандина; въпреки това е вероятно да покаже по-малко недостатъци и съдържание на химични елементи.
В петрографския тънък разрез най-отличителните черти на пиропа са общи с характеристиките на другите обикновени гранати: висок релеф и изотропия. Гранатите са склонни да бъдат по-слабо оцветени в сравнение с други силикатни минерали в тънък разрез, въпреки че пиропът може да покаже бледорозово лилав оттенък в равнинно поляризирана светлина.